# Berkel-Enschot
| Bandera de Berkel-Enschot                        | Escudo de Berkel-Enschot                              |
| Situación de Tilburg en los Países Bajos         |                                                       |
| Situación de Berkel-Enschot en la ciudad Tilburg |                                                       |
| País                                             | Países Bajos                                          |
| Provincia                                        | Brabante Septentrional                                |
| Municipio                                        | Tilburg                                               |
| Población                                        | 12.500 (2006)                                         |
| Localización Geográfica                          | 51°35′00″N 5°8′30″E / 51.58333, 5.14167               |
| Página web oficial del pueblo                    | www.berkel-enschot-centraal.nl                        |
| Código postal                                    | 5056                                                  |
| Prefijo telefónico                               | 013                                                   |
| Communicado                                      | Estrada Nacional 65 (N65) Autobús: línea 9 de Tilburg |

Berkel-Enschot es un pueblo y anteriormente un municipio. Berkel-Enschot pertenece al municipio de Tilburg, en la provincia de Brabante Septentrional, en el sur de los Países Bajos.

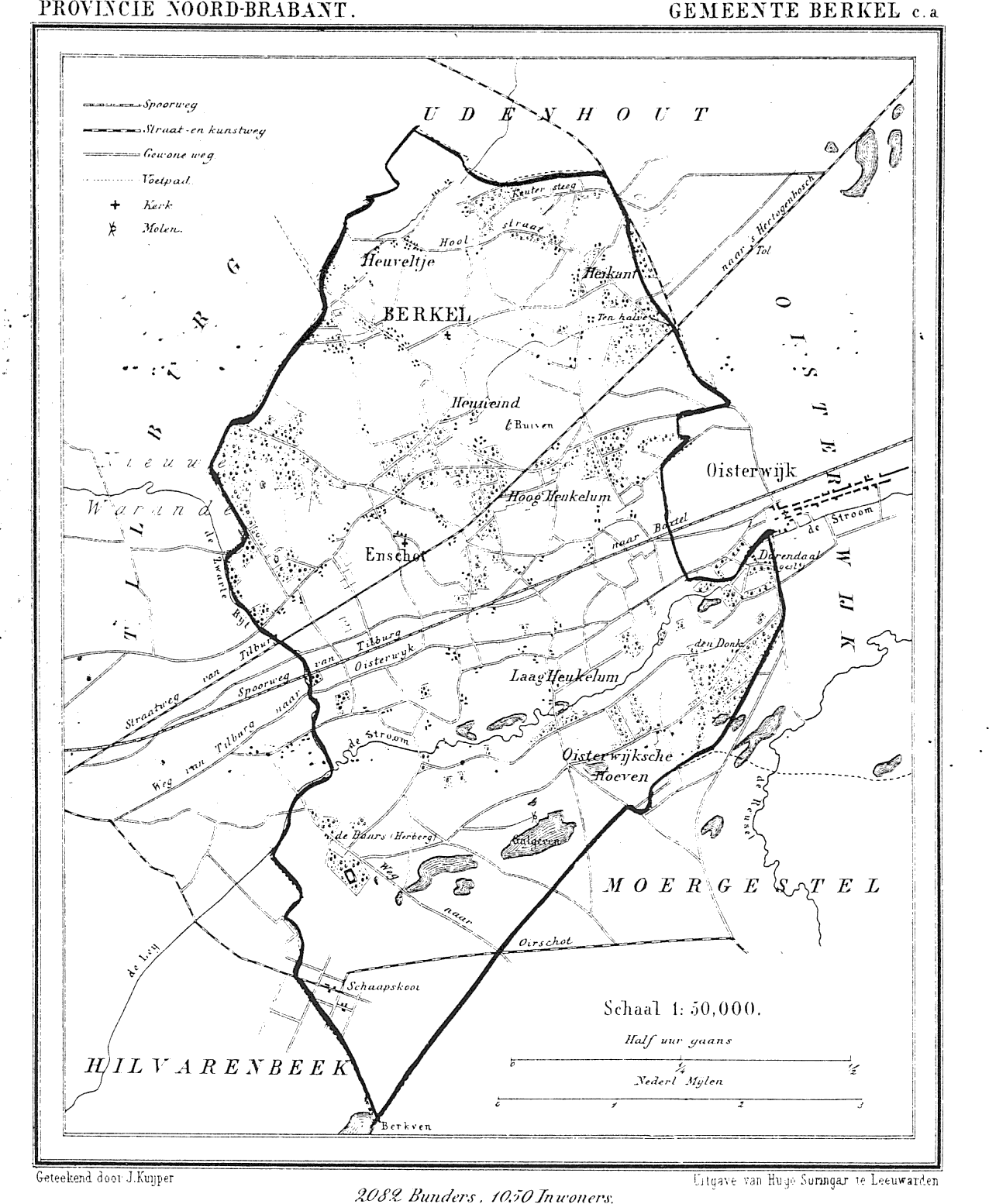
Berkel-Enschot en 1867

## Nombre
Berkel y Enschot originan de antiguas palabras neerlandesas. "Berkel" deriva de "Berkeloo", que significa "Bosque de Betula". "Enschot" deriva de "Ende Skied", que significa "Final frontera".

## Historia
Antes de 1723, Berkel y Enschot fueron parte de la sede de condado Oisterwijk.En 1723 Berkel y Enschot se separaron de Oisterwijk y se hicieron dos pueblos separados. En 1810 Berkel y Enschot se reunieron con la aldea Heukelom en el municipio Berkel-Enschot. Su primero alcalde fue Cornelis Brenders. Cornelis Brenders dejó a crear el escudo. Desde 1997 Berkel-Enschot pertenece al municipio de Tilburg, Heukelom al municipio de Oisterwijk.
Hay muchos centros de actividades: el centro musical, el centro cultural el "Schalm", la piscina "Rauwbraken", fútbol club "Jong Brabant" y hockey sobre hierba club "Mixed Hockeyclub Berkel-Enschot". También hay cuatro escuelas y un colegio.

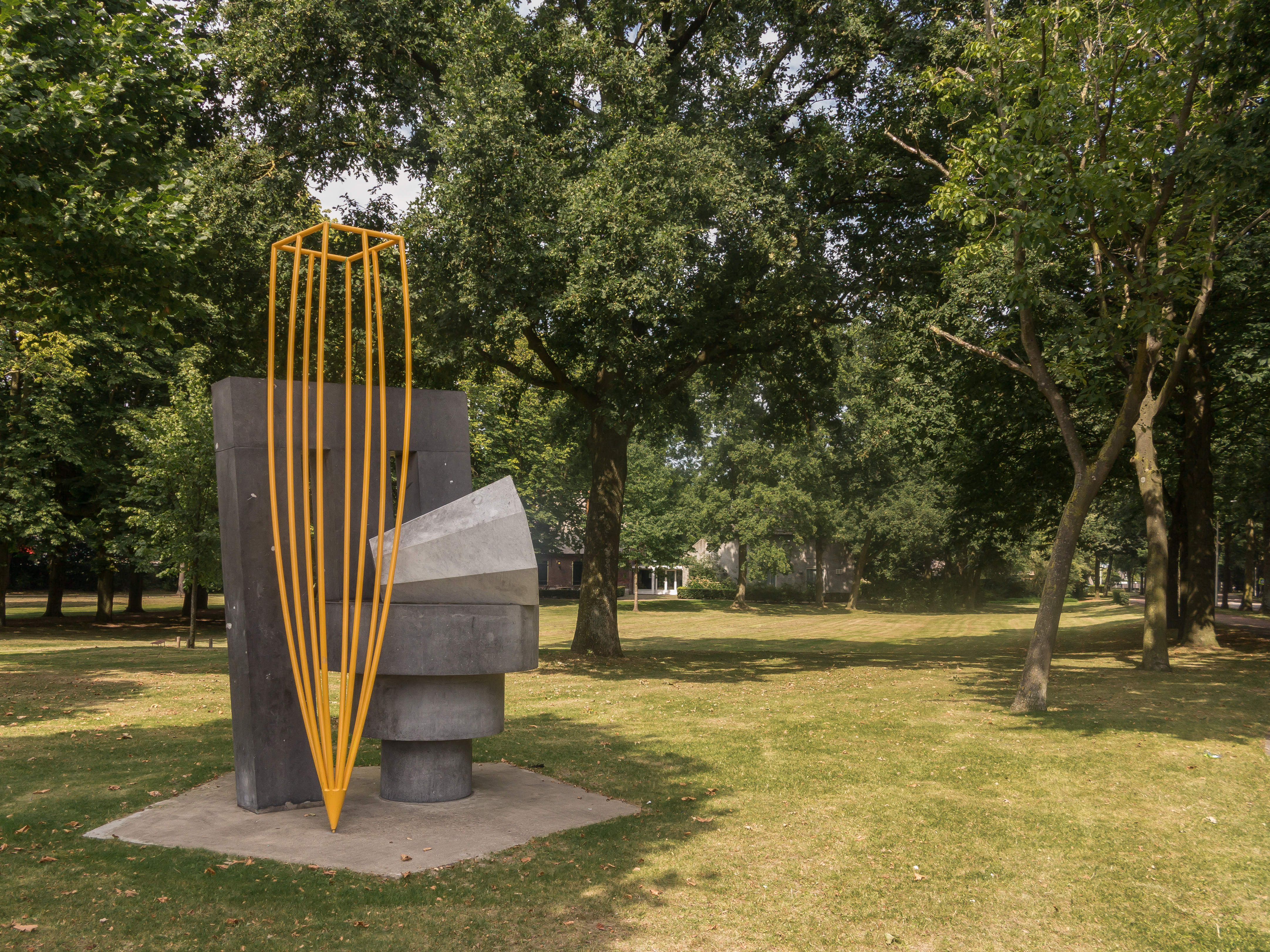
Escultura cerca el Eisenhowerlaan-Durendaelweg

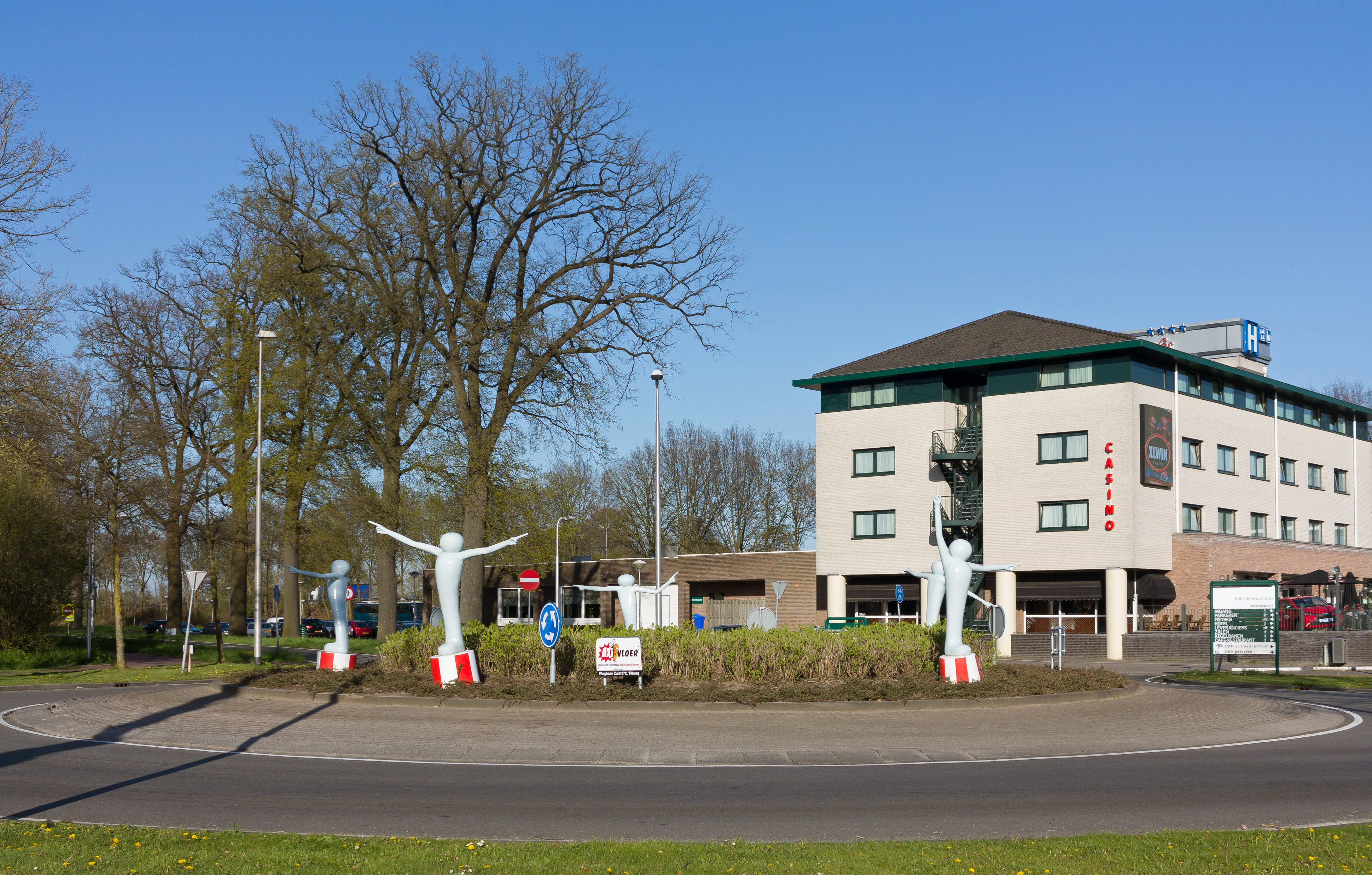
Rotonda cerca el Puccinilaan

## Otros pueblos y aldeas
Brem, Heikant, Heuveltje, 't Hoekske, Hoog-Heukelom, Hoogeind, de Kraan, Laag-Heukelom, Loonse Hoek, Oisterwijkse Hoeven.